# Max Hödel

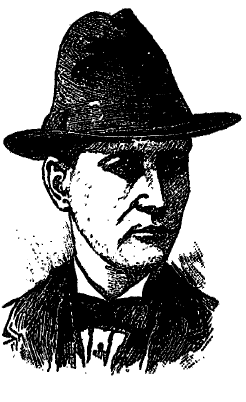
Max Hödel

Max Hödel (ur. 27 maja 1857, zm. 16 sierpnia 1878) – niemiecki anarchista, hydraulik pochodzący z Lipska, znany z nieudanej próby zamachu na cesarza Wilhelma I.

## Zamach na cesarza Wilhelma I
11 maja 1878 Hödel oddał strzały z rewolweru w kierunku karocy, którą po ulicy Unter den Linden w Berlinie podróżowali cesarz Niemiec Wilhelm I oraz jego córka Ludwika Maria Hohenzollern. Po chybieniu celu, Hödel rozpoczął ucieczkę wzdłuż ulicy, oddając przy tym kilka strzałów, które również nikogo nie zraniły. Po zajściu Max Hödel został aresztowany, a następnie uznany przez sąd winnym próby zamachu przeciwko życiu cesarza i skazany na śmierć przez ścięcie. Wyrok został wykonany 16 sierpnia 1878.

## Po egzekucji
Hödel był członkiem Socjaldemokratycznej Partii Robotniczej Niemiec (SPAD). Fakt ten został wykorzystany po zamachu na cesarza i doprowadził do ostatecznej delegalizacji partii w październiku 1878 w ramach wprowadzonego aktu antysocjalistycznego.